# Paterna de Rivera
Paterna de Rivera est une commune de la communauté autonome d'Andalousie, dans la province de Cadix, en Espagne.

## Géographie

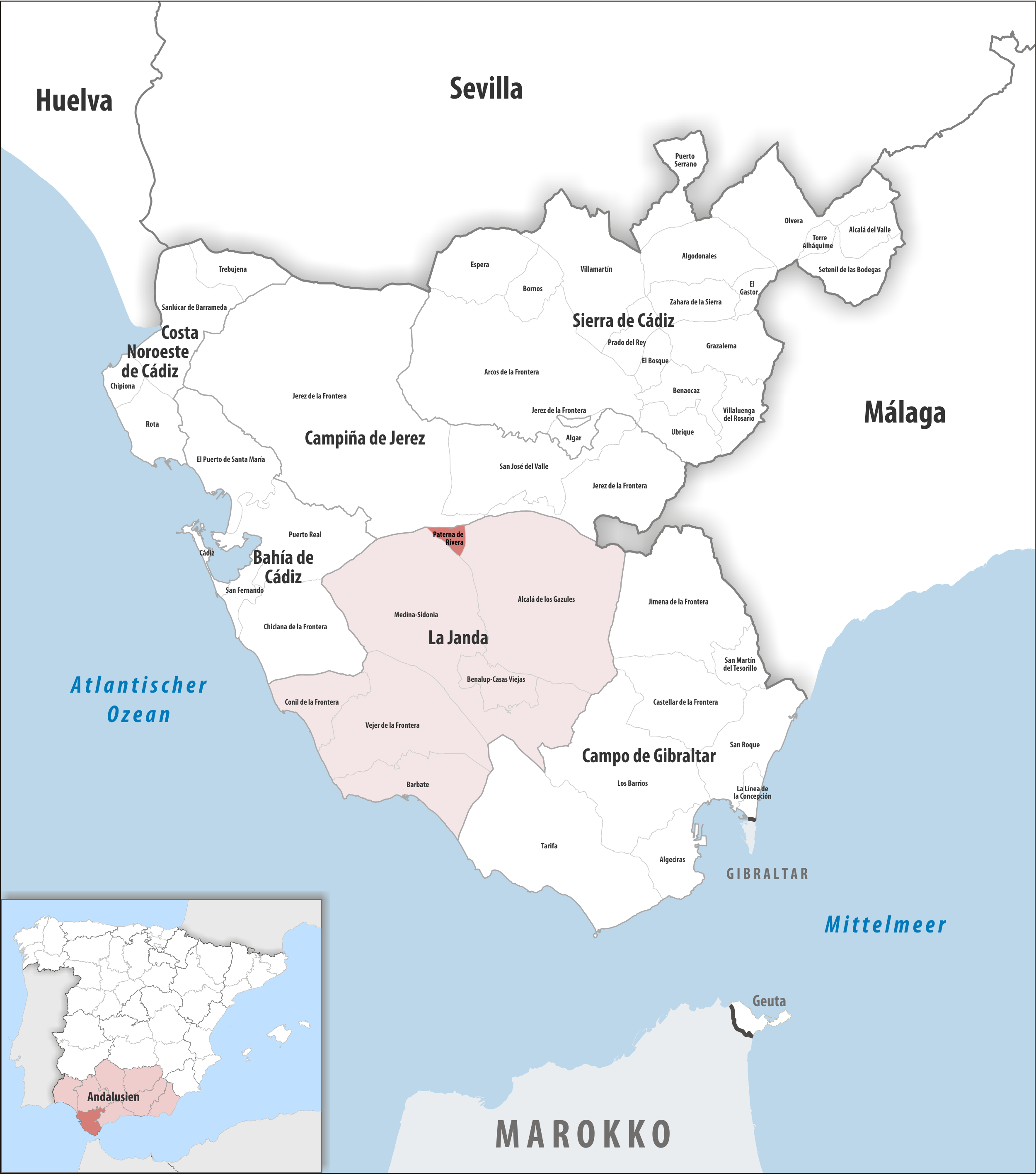
Paterna de Rivera dans la province de Cadix / en Andalousie

### Localisation
La commune de Paterna de Rivera est en bordure nord de la comarque de La Janda, à peu près au centre de la province de Cadix.
Gibraltar est à 94 km sud-est ;
Malaga à 205 km est-nord-est (avec un assez grand détour par le sud qui évite les petites routes de montagne passant entre les sommets du parc naturel Los Alcornocales (es)) ; 
Jerez de la Frontera à 35 km nord-ouest ;
Cadix à 40 km ouest.

## Administration
Paterna de Rivera
| Période                                  | Période | Identité | Étiquette | Qualité |
| ---------------------------------------- | ------- | -------- | --------- | ------- |
| N/A                                      | N/A     | N/A      | N/A       | Maire   |
| Les données manquantes sont à compléter. |         |          |           |         |